# لوكاس دومينغيز
لوكاس دومينغيز (بالإسبانية: Lucas Domínguez)‏ هو لاعب كرة قدم تشيلي في مركز الدفاع، ولد في 27 أكتوبر 1989 في Pirque ‏ في تشيلي. شارك مع منتخب تشيلي لكرة القدم. أما مع النوادي، فقد لعب مع أوداكس إيتاليانو وإيفرتون دي فينا ديل مار وبونفيرادينا وكولو-كولو ونادي بالستينو.

## وصلات خارجية
- لوكاس دومينغيز على موقع قاعدة بيانات كرة القدم.إي يو (الإنجليزية)
- لوكاس دومينغيز على موقع ناشيونال فوتبول تيمز (الإنجليزية)
- لوكاس دومينغيز على موقع Soccerway.com (الإنجليزية)
- لوكاس دومينغيز على موقع AS.com (الإسبانية)